# Anauxesida cuneata
Anauxesida cuneata är en skalbaggsart som beskrevs av Jordan 1894. Anauxesida cuneata ingår i släktet Anauxesida och familjen långhorningar.
Artens utbredningsområde är Gabon. Inga underarter finns listade i Catalogue of Life.